# Port lotniczy Namangan
Port lotniczy Namangan – międzynarodowy port lotniczy położony w Namanganie, w Uzbekistanie. 

## Linie lotnicze i połączenia
- Moskovia Airlines (Moskwa-Domodiedowo)
- Rossiya Airlines (Petersburg)
- Uzbekistan Airways (Moskwa-Domodiedowo, Taszkent)